# Eemnesserweg 81-83 (Baarn)
De dubbele villa aan de Eemnesserweg 81-83 is een gemeentelijk monument in Baarn in de provincie Utrecht. Het huis met nummer 83 draagt de naam  Marianne in de gevel.
De villa werd blijkens de windvaan met jaartal gebouwd in 1912. Architect was  Herman Onvlee, die zelf aan de Eemnesserweg 51 woonde. De gevels van de nummers 81 en 83 aan de Eemnesserweg zijn verschillend. De linker topgevel is hoger, in de rechter topgevel is latwerk aangebracht. Ook de vensters van beide huizen zijn ongelijk.